# スコット・ホール
スコット・ホール（Scott Oliver Hall、1958年10月20日 - 2022年3月14日）は、アメリカ合衆国のプロレスラー。フロリダ州タンパ出身。
1990年代後半に一世を風靡したnWoのオリジナルメンバーであり、WWFではレイザー・ラモン（Razor Ramon）のリングネームでも活躍した。
息子のコーディ・ホールもプロレスラーである。

## 来歴

### キャリア初期
バリー・ウインダムにプロレスラーとしての基礎を学び、1984年10月にNWAの基幹団体MACWでデビュー。スターシップ・コヨーテ（Starship Coyote）を名乗り、スターシップ・イーグルとのタッグチーム、アメリカン・スターシップ（The American Starship）として活動する。MACWではイライジャ・アキーム&カリーム・モハメッドのザンブイ・エクスプレス、中西部のCSWでは後にミッドナイト・ロッカーズを結成するマーティ・ジャネッティ&ショーン・マイケルズなどのチームと対戦。ミスター・ポーゴと組んでブルーザー・ブロディともハンディキャップ・マッチで対戦した。
1985年8月から本名のスコット・ホール（Scott Hall）名義でAWAに参戦し、ベビーフェイスのポジションでカート・ヘニングとタッグチームを結成。1986年1月18日、ジミー・ガービン&スティーブ・リーガルからAWA世界タッグ王座を奪取した。以降、モンゴリアン・ストンパー&ノード・ザ・バーバリアン、カーネル・デビアーズ＆ボリス・ズーコフ、ロング・ライダーズ（スコット・アーウィン&ビル・アーウィン）などのチームを相手に防衛戦を行い、5月17日にバディ・ローズ&ダグ・サマーズに敗れるまで戴冠した。王座陥落後もAWAの主力選手となり、同年12月28日にはウィスコンシン州ミルウォーキーにて、ニック・ボックウィンクルが保持していたAWA世界ヘビー級王座に挑戦している。
1987年5月、当時AWAとの招聘ルートを持っていたマサ斎藤のブッキングで新日本プロレスに初来日を果たし、IWGPリーグ戦の第5回大会に出場。リーグ戦では同ブロックのアントニオ猪木とコンガ・ザ・バーバリアンに敗退するも、坂口征二と藤原喜明に引き分け、キラー・ブルックスから勝利を収めた。以降も新日本の常連外国人として、1990年まで7回に渡って来日。1988年11月の来日時にはディック・マードック&ボブ・オートン・ジュニアとのトリオでエリミネーション6人タッグマッチのリーグ戦『'88ジャパン・カップ・シリーズ』に出場。1990年3月19日には広島県立体育館にてパニッシャー・ダイス・モーガンと組み、マサ斎藤&橋本真也が保持していたIWGPタッグ王座に挑戦した。
1990年7月7日、カルロス・コロンが主宰するプエルトリコのWWCのアニバーサリー・イベントに出場。アトキー・マルンバことボツワナ・ビーストから反則勝ちを収めている。同年8月と11月にはオットー・ワンツがオーストリアのグラーツを拠点に主宰していたCWAに "西部の荒くれ者" テキサス・スコット（Texas Scott）を名乗り参戦。ランボー、トニー・セント・クレアー、スティーブ・ライト、デビッド・テイラーなどと対戦した。
1991年、ホール自身の発案による "世界一セクシーな男" ダイヤモンド・スタッド（The Diamond Studd）として、ヒールのポジションでWCWに登場（リングネームは、ダイヤモンド・ダラス・ペイジがマネージャーを務めたことに由来）。10月27日の "Halloween Havoc 1991" ではベイダー、アブドーラ・ザ・ブッチャー、カクタス・ジャックと組み、スティング&スタイナー・ブラザーズ&エル・ヒガンテとの金網電気椅子デスマッチ（Chamber of Horrors Match）に出場。1992年にはポール・E・デンジャラスリー率いるデンジャラス・アライアンスに加入するが、タイトル戦線に絡むことはできず、同年にWCWを離脱した。

### WWF

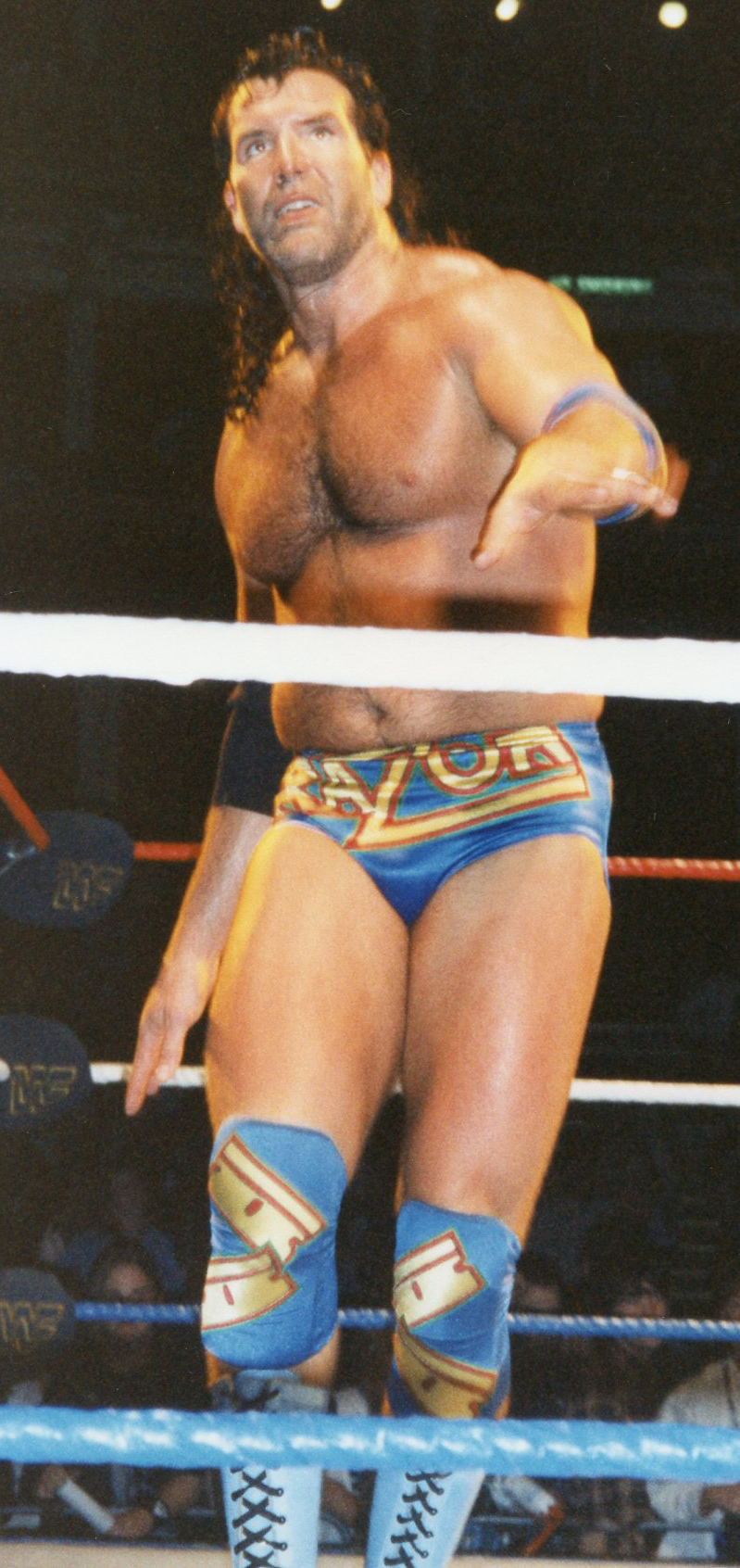
レイザー・ラモン時代
（1995年）

1992年5月、WWFへ移籍。キューバからの密入国者で、マイアミのビーチでドラッグを密売するプッシャーをギミックとした "バッド・ガイ" レイザー・ラモン（"The Bad Guy" Razor Ramon）へとリングネームを改める。当時WWFに参戦していたリック・フレアーやレックス・ルガーと共闘するなどヒールのトップグループで活躍し、ランディ・サベージ、ブレット・ハート、ジム・ドゥガン、ビッグ・ボスマンといったスター選手から勝利を収め、1993年4月4日のレッスルマニアIXでは元WWFヘビー級王者のボブ・バックランドを下している。
1993年5月17日、RAWにてジョバーであったショーン・ウォルトマンに3カウントを奪われたことをきっかけに、ウォルトマンとの友情アングルが組まれベビーフェイスに転向（ウォルトマンはこの勝利を機に1-2-3キッドと改名）。9月27日には空位となっていたWWF IC王座の王者決定戦でリック・マーテルを破り、ベルトを奪取した。
その後はCSWやAWA時代の旧友でもある前IC王者のショーン・マイケルズと抗争。1994年3月20日、レッスルマニアXにてマイケルズと繰り広げたラダー・マッチは、WWE史に残る名勝負として知られている。以降もIC王座を巡り、マイケルズのボディーガードであるディーゼルを始め、IRS、ジェフ・ジャレット、ゴールダスト、ディーン・ダグラスらと抗争を展開した。
1995年には、当時WWFと提携していたテネシー州メンフィスを拠点とするUSWAにも出場し、4月3日にはビル・ダンディーからUSWA統一世界ヘビー級王座を奪取。5月1日にジェリー・ローラーに敗れるまでタイトルを保持した。また、リング外ではマイケルズ、ディーゼル、1-2-3キッド、ハンター・ハースト・ヘルムスリーらで構成されたグループ、クリックの一員となって舞台裏での影響力を高めた。
1996年より契約などに関する不満を公然と口にし、リング外でもトラブルを起こすようにもなり、遂には試合出場を停止される。そして古巣であるWCWからオファーを受けると、契約がまだ残っているにもかかわらず移籍を決めてしまう。さらにはその1週間後、盟友のディーゼルことケビン・ナッシュも同様に契約が残っていながら移籍を決意。これに対しWWFはホールおよびナッシュはまだWWFの契約下にあり、WCWとの契約は無効だとの訴えを起こすが、裁判所が判断を回避したために当初の予定からは幾分遅れることにはなったもののWCWへの移籍を果たす。

### WCW
WCW移籍後、「レイザー・ラモン」のリングネームはWWFが商標登録していたため、WCWには本名のスコット・ホールとして1996年5月27日より参戦。実際はWWFから引き抜かれたにすぎなかったものの、移籍当初はケビン・ナッシュと共に、ビンス・マクマホンの指示を受けてWCWを潰しにアトランタにやって来たと称しており、初登場時のWCWマンデー・ナイトロではザ・モウラー対スティーブ・ドールのシングルマッチ中に観客席からいきなり現れおもむろにリングに乱入し「金持ちテッドはどこだ? ナチョ・マンはどこだ? WWFと戦争をおっぱじめたいのか?」との旨のスピーチを行った。これはエリック・ビショフが日本の『新日本プロレス vs UWFインターナショナル』の対抗戦をヒントに考え出した、『WWF vs WCW』という団体間の抗争アングルに基づいたストーリーだった。
しかし、この『WWF vs WCW』はすぐに頓挫。そのため急遽アングルが変更され、ハルク・ホーガンを加えた3人でnWoを結成する。シックスらを加えて一大勢力となり、プロレス界の枠を越えた一大ブームを巻き起こした。
nWo結成後、メンバーが拡大していく中でホールはナッシュとのジ・アウトサイダーズ（The Outsiders）で活動し、10月27日の "Halloween Havoc 1996" においてハーレム・ヒート（スティービー・レイ&ブッカーT）からWCW世界タッグ王座を奪取。以降はスタイナー・ブラザーズ（リック・スタイナー&スコット・スタイナー）と抗争を展開した。
1997年3月5日、新日本プロレスの大阪ドーム大会 "Strong Style Evolution in Osaka Dome" に参戦。ナッシュ&蝶野正洋と組んで武藤敬司&スタイナー・ブラザーズとの6人タッグマッチに勝利した。11月23日の "World War III 1997" では3リングバトルロイヤルにて優勝を収め、WCW世界ヘビー級王座への挑戦権を獲得。翌年3月15日の "Uncensored 1998" において、当時のWCW世界王者スティングに挑戦した。この試合では、当時nWoに加担していたダスティ・ローデスがホールのセコンドを務めた。
1998年5月、nWoは二派に分裂。ナッシュはnWoウルフパックを結成し、ホールはホーガン率いるnWoハリウッドに加入。7月20日にはザ・ジャイアントをパートナーに、ナッシュ&スティングからWCW世界タッグ王座を奪取した。1999年2月1日のナイトロでは、クリス・ベノワとのWCW US王座挑戦権争奪マッチに勝利。2月21日にUS王者のロディ・パイパーを破り、WCWでは初のシングル王座戴冠を果たした。
その後、負傷により長期欠場となりUS王座を剥奪されるが、復帰後の11月8日、US王座争奪テキサス・トルネード・ラダー・マッチでブレット・ハート、ビル・ゴールドバーグ、シッド・ビシャスを破り、タイトルを奪還。同月21日には、空位となっていたWCW世界TV王座を授与されて二冠王となるが、ベルトをゴミ箱に投げ捨てTV王座を封印。12月13日にはナッシュとのタッグでゴールドバーグ&ビシャスからWCW世界タッグ王座を奪取し、通算7度目の戴冠を果たすが、2000年2月、度重なるアルコール依存症による無断欠場と、暴力事件での逮捕がきっかけとなりWCWから解雇となった。

### 新日本プロレス
WCW解雇後、2000年11月にECWに参戦。同月11日にはクリックの準メンバーでもあったジャスティン・クレディブルを下した。
2001年3月、新日本プロレスに参戦。TEAM 2000のメンバーとしてG-EGGS、7月にはBATTと抗争を展開。9月にはG1 CLIMAXの外国人レスラー版といえるG1 WORLDにエントリーしたが、勝ち点4で予選落ちという結果に終わる。このリーグ戦では初戦でドン・フライとの試合が組まれ、異色カードと注目されたものの、トレードマークの爪楊枝をフライの顔に投げつけて挑発した次の瞬間、フライのパンチ1発でレフェリーストップ負けを喫している。23日には武藤敬司の保持していた三冠ヘビー級王座に挑戦した。

### WWF/WWE復帰
2002年2月17日、ノー・ウェイ・アウト2002においてハルク・ホーガン&ケビン・ナッシュと共にWWEに復帰し、オリジナルnWoを再結成した。3月4日のRAWにてスパイク・ダッドリーを相手に復帰戦を行い、レイザーズ・エッジを決めて復調していることをアピール。7日のスマックダウンではザ・ロックと対戦するも、nWoとWWEのレスラーが入り乱れての乱闘となりノーコンテストに終わる。11日のRAWではホーガン&ナッシュと組んで、ストーン・コールド・スティーブ・オースチン&ロックと3対2のハンディキャップマッチを行い勝利した。
3月17日のレッスルマニアX8ではオースチンとシングルマッチで対戦したが、スタナーの2連発を受けて敗退。同日、ホーガンはロックに敗れてベビーフェイスに戻り、nWoから離脱。代わりにXパックを迎えてホーガンとの抗争を開始するも、5月のイギリス遠征でのトラブルによってWWFを解雇された。

### インディー団体
WWF解雇後、2002年6月にTNAにスポット参戦。10月30日、ロン・キリングスが保持していたNWA世界ヘビー級王座に挑戦した。
2004年5月15日、ハッスルに来日。ケビン・ナッシュとジ・アウトサイダーズを再結成し、橋本真也&小川直也と対戦した。
同年11月よりナッシュと共にTNAと正式に契約。12月5日、"Turning Point 2004" においてナッシュ&ジェフ・ジャレットとキングス・オブ・レスリング（The Kings of Wrestling）なるユニットを結成し、ジェフ・ハーディー&AJスタイルズ&ランディ・サベージと対戦。2005年1月16日の "Final Resolution 2005" では、スペシャル・ゲスト・レフェリーにロディ・パイパーを迎え、ジェフ・ハーディーと対戦した。
2007年7月13日、WWCに参戦し、当時WWEに所属していたカリートと対戦。翌14日にはWWCユニバーサル・ヘビー級王者のカリートおよびアポロ（ジャーマン・フィゲロア）とのトリプルスレットマッチによる王座戦を征し、ベルトを奪取している。9月には再びWWCに参戦、14日にエディ・コロン、15日にはオーランド・コロンと、コロン・ファミリーを相手にユニバーサル・ヘビー級王座の防衛戦を行った。
10月6日、インセイン・クラウン・ポッシーが主宰するJCWに参戦。WWFの往年のスターであるジェイク・ロバーツを破る。7日にはメキシコのAAAにサプライズ参戦し、コパ・アントニオ・ペーニャ2007に出場した。
2008年8月9日、JCWの "Bloodymania II" に参戦し、ナッシュとのジ・アウトサイダーズを久々に結成。アイアン・セインツ（サル・トーマセリ&ヴィトー・トーマセリ）から勝利を収めた。
2009年3月21日、ウィスコンシン州を拠点とするインディー団体GLCW（Great Lakes Championship Wrestling）のイベントにおいて、ナッシュと組んでジ・アウトローズ（BGジェイムス&キップ・ジェイムス）と対戦。nWo対D-ジェネレーションXが実現したが、試合途中にナッシュに裏切られ敗退した。

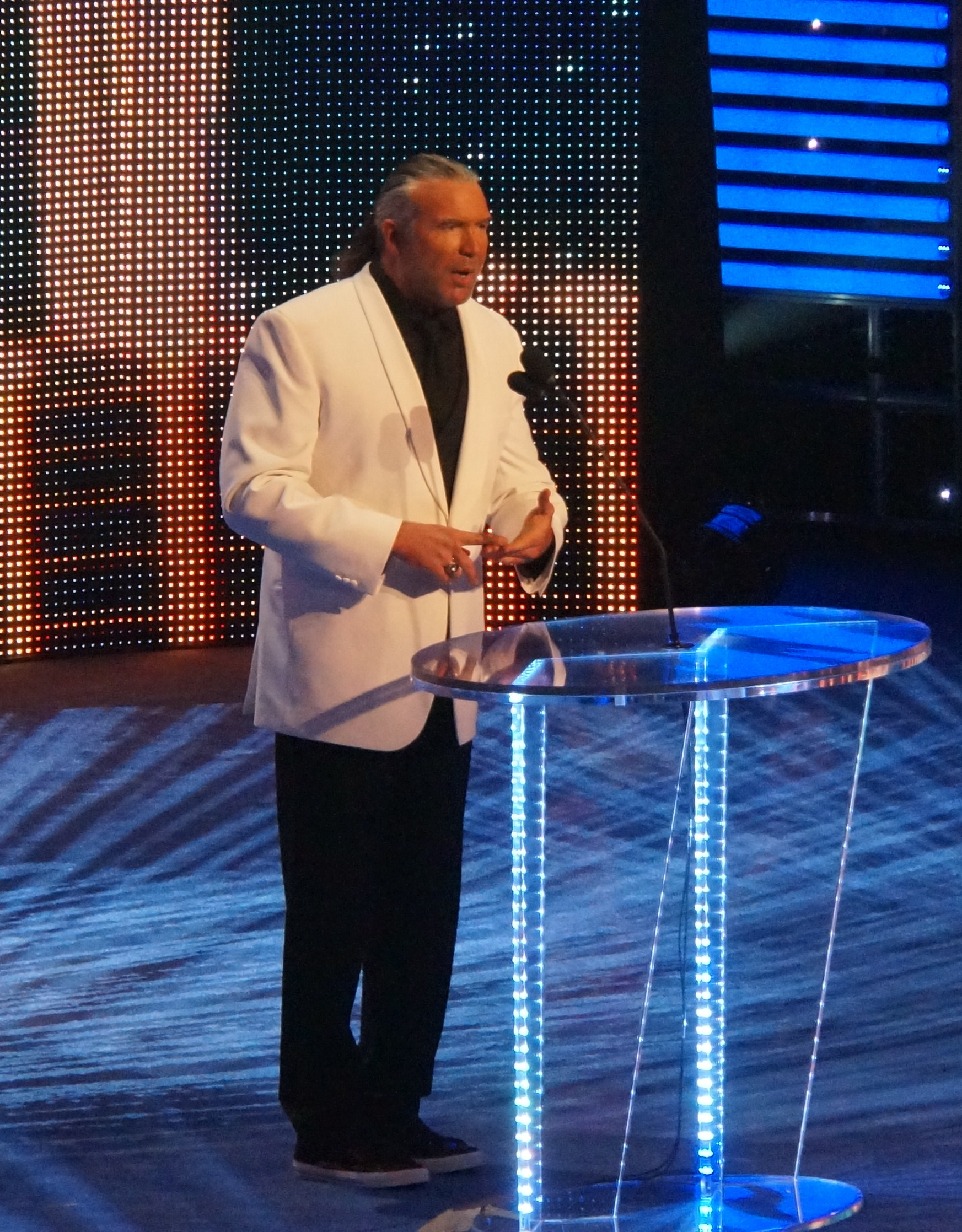
2014年、WWE殿堂入り

2010年1月1日、TNAに復帰。シックス・パック&ナッシュと共に、TNA版nWoと言えるザ・バンド（the BAND）を結成。5月4日、ヘルナンデスと喧嘩別れして孤立していたTNA世界タッグ王者のマット・モーガンに挑戦。勝利してベルトを奪取するが、6月にTNAより解雇となった。
一時は長年にわたる多量の飲酒、コカインや鎮痛剤などの過剰摂取の影響で、日によっては一人で歩くことすらままならなくなっていたが徐々に回復。2011年7月17日には地元フロリダのインディー団体アイ・ビリーブ・イン・レスリング（I Believe in Wrestling）に、息子のコーディ・ホールと共に登場。女子レスラーのサンタナ・ギャレットのセコンドとして親子共演が実現。
以降、コーディのマネージャーとして活動。2013年9月21日、NEW（Northeast Wrestling）にて盟友のナッシュとコーディがタッグを組んでアウトキャスト・キラーズ（ディアブロ・サンティアゴ&オマーン・トゥーガ）に勝利した姿を見届けている。また、同年にはダイヤモンド・ダラス・ペイジが開いているヨーガ教室の効果で薬物中毒からも順調に立ち直っていた。

### WWE
2014年4月5日、レイザー・ラモンとしてWWE殿堂に迎えられた（インダクターはケビン・ナッシュ）。セレモニーには爪楊枝を加えて登場し、お馴染みの "Hey Yo" を挨拶代わりにプロレスへの愛情を語った。スピーチが終わると、ナッシュに加えてトリプルH、ショーン・マイケルズ、ショーン・ウォルトマンがステージに現れ、一夜限りの「クリック」の復活となった。また8月11日のRAWでは、ナッシュと共にホーガンの誕生日を祝いにリングに登場し、一夜限りのnWo再結成となった。
2019年12月、nWoとして2020年度のWWE殿堂に迎えられた。
2022年3月14日、ジョージア州マリエッタのウェルスター・ケネストン病院で死去。63歳没。死去の1週間前から股関節骨折で入院手術を受けた後、3度の心臓発作を起こしており、生命維持の措置が取られていた。死去のニュースは翌3月15日にWWEから発表された。

## 追記
- 入場時やインタビュー中は常に爪楊枝をくわえており、相手に投げつけるのがお約束[1]。スペイン語訛りの英語で喋り、決め台詞は "Hey Yo, Chico"[1]。
- タイツにプリントされている「KLIQ」（クリック）は、ニュー・ジェネレーション期のWWFにおけるディーゼル、ショーン・マイケルズ、ハンター・ハースト・ヘルムスリー、1-2-3キッドとのユニット（バックステージで行動を共にする親友同士のユニットであり、リング上での活動は行わない）の名前で、排他的な徒党の意味。レックス・ルガーが名付けた。
- 1980年代後半の新日本プロレス参戦時は、第2のハルク・ホーガンとして期待を寄せられていた。来日中は船木誠勝と共に骨法の道場に通っていたこともある。
- 2011年にESPNにて放送されたE60シリーズにレスラーとして、そして薬物依存症に陥ってからの人生を特集された。
- 2メートル級の長身を活かした大技を得意とした一方、受け身のセンスも卓越していた。前述のレッスルマニアX8でストーン・コールド・スティーブ・オースチンのスタナー2連発を食らって身体が宙に舞ったシーンは、WWEのYouTube公式チャンネルにおける「Best Stunner reactions（究極のスタナー受けBest10）」[51]でザ・ロックに次ぐ第2位を記録し、お笑い芸人のハリウッドザコシショウが1発ギャグとしても用いている。

## 得意技

### フィニッシュ・ホールド
レイザーズ・エッジ / アウトサイダーズ・エッジ
ハイジャック・バックブリーカーの体勢で頭の上まで相手を担ぎ上げ、前方に投げ捨てるタイプのパワーボム。

### 打撃技
エルボー・バット
エルボー・スタンプ
バックハンド・チョップ
チョップ・スマッシュ
連続張り手
相手をヘッドロックやリストロックに捉えた状態から、相手の顔や頭を連続で叩く挑発的なムーヴ。
ビッグブーツ

### 投げ技
スープレックス
スーパープレックス
ベリー・トゥー・バック・スープレックス
抱え上げ式バックドロップ
ジャーマンスープレックス
フォール・アウェイ・スラム
ブロックバスター
チョークスラム

### 関節技
アブドミナル・ストレッチ

## 入場曲
- Born in the U.S.A.
- Bad Boy
- Rockhouse
- Wolfpac
- Ready or Not
- Marvelous Me

## 獲得タイトル
TNA

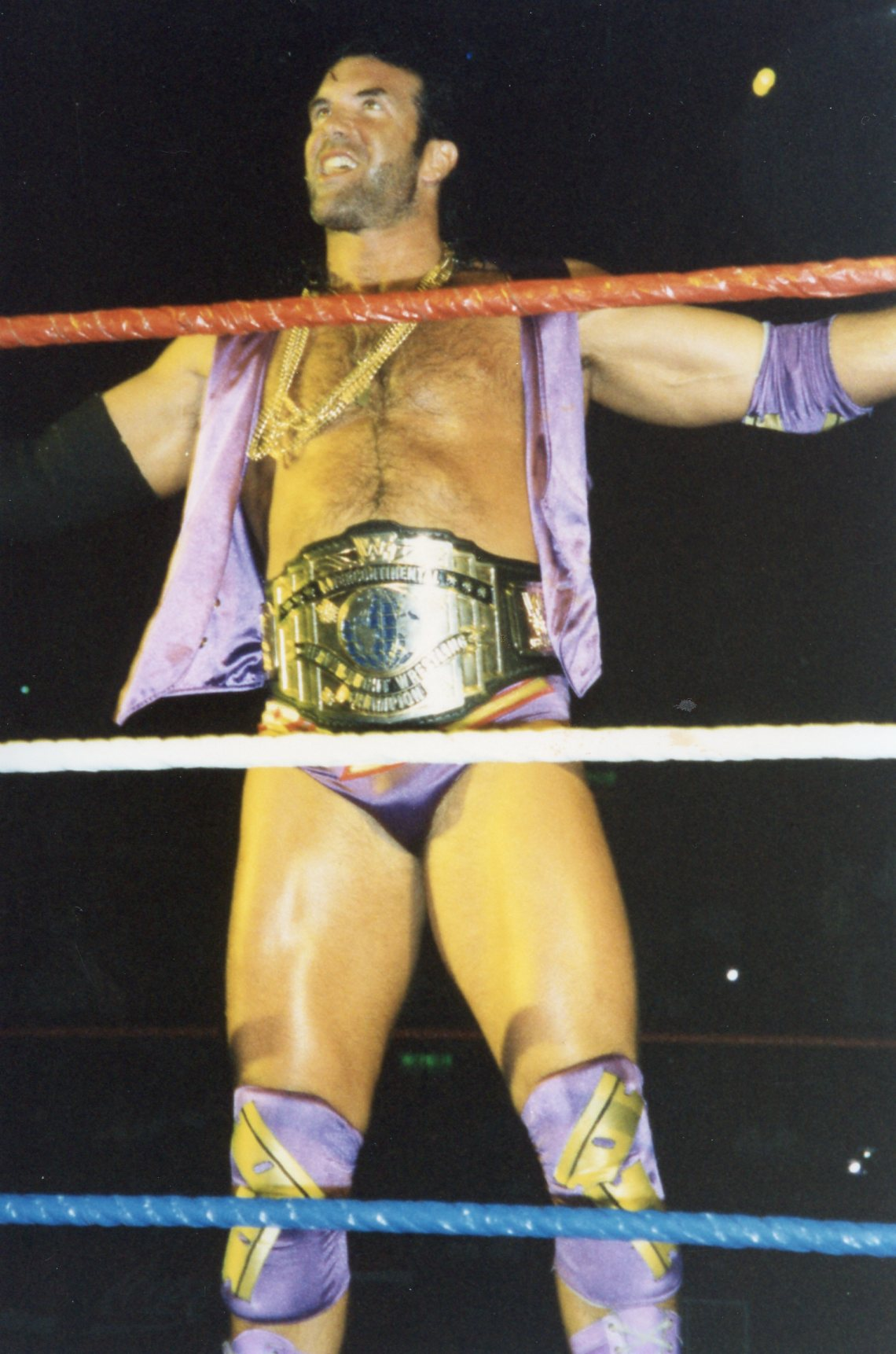
WWF IC王者時代（1994年）

- TNA世界タッグ王座 : 1回（w / ケビン・ナッシュ&エリック・ヤング）

WWF / WWE
- WWFインターコンチネンタル王座 : 4回[19]
- WWE殿堂 : 2014年度[3]、2020年（nWoとして）[48]

WCW
- WCW USヘビー級王座 : 2回[29]
- WCW世界タッグ王座 : 7回（w / ケビン・ナッシュ×6、ザ・ジャイアント）[24]
- WCW世界TV王座 : 1回[30]

AWA
- AWA世界タッグ王座 : 1回（w / カート・ヘニング）[8]

USWA
- USWA統一世界ヘビー級王座 : 1回[21]

WWC
- WWCカリビアン・ヘビー王座 : 1回[53]
- WWCユニバーサル・ヘビー王座 : 1回[43]

DDTプロレスリング
- アイアンマンヘビーメタル級王座